# Вуд-Грін (станція метро)
51°35′50″ пн. ш. 0°06′36″ зх. д. / 51.597222° пн. ш. 0.11° зх. д.
Вуд-Грін (англ. Wood Green) — станція лінії Пікаділлі Лондонського метро. Розташована у 3-й тарифній зоні, у районі Вуд-Грін, між станціями — Боундз-Грін та Тернпайк-лейн. Пасажирообіг на 2017 рік — 12.89 млн осіб.
- 19 вересня 1932: відкриття станції.

## Пересадки
- На автобуси London Buses маршрутів: 29, 67, 121, 123, 141, 144, 221, 230, 232, 243, 329, W4 та нічні маршрути N29, N91.

## Послуги
| Попередня станція | Лінія | Лінія                            | Лінія | Наступна станція |
| ----------------- | ----- | -------------------------------- | ----- | ---------------- |
| Боундз-Грін       |       | Лондонське метро Лінія Пікаділлі |       | Тернпайк-лейн    |